# La Garnache

La Garnache este o comună în departamentul Vendée, Franța. În 2009 avea o populație de 4,430 de locuitori.